# Чжао Кэши
Чжа́о Кэши́ (кит. упр. 赵克石, пиньинь Zhào Kèshí; род. в ноябре 1947, пров. Хэбэй) — китайский генерал-полковник (20.07.2010), в 2012-2017 годах начальник Департамента тылового обеспечения Центрвоенсовета Китая (Logistic Support Department of the Central Military Commission) (Главное управление тыла НОАК), член Центрального военного совета Китая (КПК/КНР с 2012/2013).
Член КПК, член ЦК КПК 17-18 созывов.

## Биография
В рядах НОАК с 1968 года.
В 2007—2012 годах командующий Нанкинским военным округом.
Отмечая присвоение звания полного генерала в июле 2010 года одиннадцати китайским офицерам, в том числе и Чжао Кэши, канд. полит. наук А. В. Семин отнёс его к той части высших офицеров «которые, очевидно, подлежат увольнению к концу 2012 г., если не раньше», и для которых данное присвоение — «подготовка, как считается, к церемонии „золотого рукопожатия“».
С октября 2012 года начальник Главного управления тыла НОАК.
Под его началом в 2013 году прошла кампания по борьбе с неправомерным использованием армейских транспортных средств и особо — специальных армейских номерных знаков для транспортных средств.
Отмечали его близость к Си Цзиньпину.